# Ларжі Рамазані
Ларжі Рамазані (нід. Largie Ramazani, нар. 27 лютого 2001, Беркем-Сент-Агат, Бельгія) — бельгійський футболіст бурундійського походження, вінгер англійського клубу «Лідс Юнайтед» та молодіжної збірної Бельгії.

## Ігрова кар'єра

### Клубна
У 12 років Ларжі Рамазані переїхав до Англії, де приєднався до футбольної академії «Чарльтон Атлетік». Провівши в клубі чотири роки, влітку 2017 року футболіст підписав контракт на чотири роки з «Манчестер Юнайтед».
У березні 2018 року Рамазані підписав з клубом професійний контракт. Дебютну гру в основі Рамазані провів в поєдинку Ліги Європи проти «Астани» у листопаді 2019 року. Наступного року футболіст відмовився продовжувати співпрацю з клубом і залишив «МЮ».
У серпні 2020 року як вільний агент Рамазані підписав п'ятирічний контракт з іспанською «Альмерією». Першу офіційну гру в новій команді вінгер провів в жовтні 2020 року. В сезоні 2021/22 в складі «Альмерії» Рамазані став переможцем турніру Сегунди і в серпні 2022 року у матчі проти мадридського «Реала» Рамазані дебютував на рівні Прімери.
У серпні 2024 року перейшов у «Лідс Юнайтед».

### Збірна
Маючи бурундійське коріння, на міжнародному рівні Рамазані обрав Бельгію. Він грав за юнацькі збірні цієї країни. Влітку 2023 року Ларжі Рамазані у складі молодіжної збірної Бельгії узяв участь у молодіжному чемпіонаті Європи в Румунії та Грузії.

## Досягнення
Альмерія
- Переможець Сегунди: 2021/22

## Особисте життя
Старший брат Ларжі Діамант Рамазані також професійний футболіст, виступає за дублюючий склад «Альмерії» і національну збірну Бурунді.